# Jacamar de coure
El jacamar de coure (Galbula pastazae) és una espècie d'ocell de la família dels galbúlids (Galbulidae) que habita la selva humida del sud-est de Colòmbia i est de l'Equador.